# Turkul
Turkul (ukrajinsky Туркул, 1933 m n. m.) je hora v pohoří Čornohora v jihozápadní části Ukrajiny na hranici mezi Zakarpatskou a Ivanofrankivskou oblastí. Nachází se v hlavním hřebeni mezi vrcholy Danciž (1855 m) na severu a Rebra (2001 m) na jihovýchodě. Západní svahy hory klesají do údolí potoka Ozirnyj, jižní do údolí potoka Butynec a severovýchodní do ledovcového kotle, na jehož dně leží jezero Nesamovyte. Jihozápadním směrem vybíhá z hory krátká rozsocha, na níž se rozkládá Polonina Turkulska.

## Přístup
- po hřebenovce od Pop Ivana nebo od Hoverly
- z obce Luhy